# دم‌خاری گلوسیمین
دم‌خاری گلوسیمین (نام علمی: Synallaxis subpudica) گونه‌ای از پرندگان در زیرتیرهٔ Furnariinae از تیرهٔ تنورمرغان (Furnariidae) و بومی کلمبیا است.